# Paladín (León)
Paladín es una localidad española perteneciente al municipio de Valdesamario, en la provincia de León, en el límite meridional de la comarca de Omaña. Las poblaciones más cercanas son La Utrera y Valdesamario. Desde León se llega al pueblo tomando la carretera de Santa María a Valdesamario desde la CL-623 y desviándose en la CV-128-28.
La población está situada a orillas del río Omaña, cerca de la desembocadura de su afluente Valdesamario, donde el valle empieza a abrirse hacia la confluencia con el río Luna y la tierra del Órbigo.